# معهد أبحاث التغذية البشرية التابع مجلس البحوث الطبية
كان معهد أبحاث التغذية البشرية التابع مجلس البحوث الطبية أكبر معهدٍ بحثي في المملكة المتحدة لتغذية الإنسان، وكان مقره في كامبريدج.

## التاريخ
في عام 1998، تم تشكيل (بحوث التغذية البشرية) (Human Nutrition Research) (HNR) نتيجة لإعادة هيكلة وحدة علم الأحياء الميتوكوندريا بعد استقالة البروفيسور روجر وايتهيد. مجلس البحوث الطبية (MRC)، الذي تأسس في عام 1913، كان لديه في السابق وحدة أبحاث التغذية البشرية في نهاية الحرب العالمية الثانية؛ تم تأسيس وتوجيه هذا من قبل BS Platt، وكان مهتمًا بنقص التغذية الحاد لدى الأطفال، مما قد يتسبب في الوفاة المبكرة بشكل ملحوظ. تم تشكيل HNR من أجل الاستمرار في تطوير محفظة MRC لأبحاث التغذية الإستراتيجية والتطبيقية. في عام 2016، بعد إعادة هيكلة وإعادة تركيز اهتماماتها البحثية، تمت إعادة تسمية HNR لتصبح MRC Elsie Widdowson Laboratory MRC EWL (معمل إلسي ويدوسون).
تم إغلاق MRC EWL في ديسمبر 2018.

## مهمة
كانت مهمة HNR إجراء بحوث التغذية والمراقبة لتحسين صحة السكان مع التركيز على السمنة ومخاطر التمثيل الغذائي، وصحة الجهاز العضلي الهيكلي، وقناة هضمية، والتفاوتات التغذوية.

## أهداف
كانت للHNR أربعة أهداف هي:
تقدم المعرفة من خلال علم الاكتشاف، وتطوير منهجيات مبتكرة وتطبيق الخبرة المتخصصة في المجالات ذات الأولوية.
تحسين الميزة الصحية والاقتصادية من خلال تبادل المعرفة والتكنولوجيا لإرشاد سياسات وممارسات التغذية.
توفير فرص للتدريب وبناء القدرات لأبحاث التغذية.
تعزيز الحوار مع الجمهور حول علوم التغذية وآثارها على الصحة.

## هيكل
HNR متركز على Peterhouse Technology Park، في جنوب شرق كامبريدج، على حدود جنوب كامبريدج شاير-كامبريدج، حول الزاوية من فولبورن-تشيري هينتون تيسكو ومستشفى فولبورن. ويقع مقر إيه.آر.إم القابضة في نفس الموقع.
تم تقسيمها إلى 3 أقسام بحث رئيسية وقسم مساعد:
- العلوم الخلوية والجزيئية.
- فسيولوجيا التغذية والمؤشرات الحيوية.
- النظام الغذائي وصحة السكان.
- العمليات العلمية واللوجستية.

تضم هذه الأقسام مجموعات بحثية معنية بما يلي:
- تغذية الأم والطفل.
- مسوحات التغذية الوطنية.
- التغذية وصحة العظام.
- التدخلات الغذائية.
- السمنة واضطرابات التمثيل الغذائي ذات الصلة.
- اتصالات التغذية والترجمة إلى وثيقة تأمين والممارسة.
- وبائيات التغذية.
- بحوث المعادن الحيوية.
- التنميط الدهني والتأثير.
- النمذجة الفسيولوجية لمخاطر التمثيل الغذائي.
- التقييم الغذائي.

كان لدى HNR أيضًا مكتبة تحتوي على مجموعة مهمة من وثائق البحث المهمة تاريخياً.

## العمل
أجرت HNR أبحاثًا ومراقبة غذائية لتحسين صحة السكان مع التركيز على السمنة ومخاطر التمثيل الغذائي وصحة الجهاز العضلي الهيكلي وصحة الأمعاء وعدم المساواة في التغذية.

### أبحاث
اكتشف علماء HNR في نوفمبر 1999 أن الأطفال في أوائل الخمسينيات، على الرغم من تحديد الطعام، لديهم حمية صحية أكثر من الأطفال اليوم. كان لديهم كمية أكبر من الكالسيوم، من شرب المزيد من الحليب، والحديد، حيث أنهم تناولوا اللحوم الحمراء أكثر من الدواجن والحديد التي تحتوي على الخضروات الخضراء الداكنة مثل البروكلي والكرنب. في أوائل الخمسينات، لم يكن الأطفال قد أكلوا المعكرونة، لكن 50% من الأطفال في التسعينات كانوا يأكلونها. ومع ذلك، فقد واجه الأطفال في الخمسينيات من القرن الماضي أمراضًا أكثر غير قابلية للشفاء، تم منعها اليوم عن طريق التطعيم.
في سبتمبر 2002، أثبت علماء HNR وجود صلة بين مرض السكري وزيادة الوزن. ووجدوا أن الأشخاص الذين فقدوا 9 أرطال من كتلة الجسم قللوا من فرص الإصابة بمرض السكري بنسبة 58٪.
في عام 2007، أجريت دراسة لبحث تأثير الوزن السلبية على المرضى. كان الاستنتاج كالتالي أنه في العديد من الحالات أدى الاعتقاد في وصمة الوزن السلبية إلى الإفراط في تناول الطعام والعادات الصحية السيئة لدى المرضى الذين تم دراستهم. يمكن العثور على مزيد من التفاصيل في التقرير الرسمي المدرج تحت المراجع.
شاركت HNR في المسح الوطني للحمية والتغذية والمسح الوطني للصحة والتنمية الذي أجرته MRC، والذي أظهر رؤى مثل حوالي 5 في المائة من سكان المملكة المتحدة نباتيين.

## روابط خارجية
- HNR
- University of Cambridge Research Horizons

### أخبار
- Convenience meals in February 2008
- Children's obesity in March 2007
- Watercress and cancer prevention in February 2007
- Heart disease in May 2004
- Fast food in October 2003
- Whole grain foods in July 2001